# Милбрук (Њујорк)
Милбрук (енгл. Millbrook) град је у америчкој савезној држави Њујорк.

## Демографија
По попису из 2010. године број становника је 1.452, што је 23 (1,6%) становника више него 2000. године.
| Група             | 2000.         | 2010.         |
| Белци             | 1.336 (93,5%) | 1.290 (88,8%) |
| Афроамериканци    | 38 (2,7%)     | 29 (2,0%)     |
| Азијати           | 3 (0,2%)      | 14 (1,0%)     |
| Хиспаноамериканци | 43 (3,0%)     | 106 (7,3%)    |
| Укупно            | 1.429         | 1.452         |